# Coppa del Mondo di tuffi 2016
La Coppa del Mondo di tuffi 2016 (ufficialmente 2016 FINA Diving World Cup) è stata la XX edizione della competizione sportiva internazionale di tuffi organizzata dalla Federazione internazionale del nuoto (FINA). Si è disputata dal 19 al 24 febbraio 2016 al Maria Lenk Aquatic Centre di Rio de Janeiro in Brasile. Alla competizione hanno partecipato atleti in rappresentanza di quarantasei distinti Paesi. I risultati delle gare sono stati valevoli per le qualificazioni ai Giochi olimpici di Rio de Janeiro 2016.

## Partecipanti
Armenia (2) 

 Australia (10) 

 Austria (2) 

 Bielorussia (5) 

 Brasile (11) 

 Canada (8) 

 Cile (4) 

 Cina (13) 

 Colombia (5) 

 Croazia (1) 

 Cuba (1) 

 Rep. Dominicana (1) 

 Egitto (6) 

 Spagna (3) 

 Finlandia (2) 

 Francia (4) 

 Gran Bretagna (11) 

 Georgia (2) 

 Germania (9) 

 Grecia (1) 

 Ungheria (3) 

 Iran (3) 

 Irlanda (2) 

 Italia (9) 

 Giamaica (1) 

 Giappone (7) 

 Corea del Sud (7) 

 Lituania (2) 

 Malaysia (6) 

 Paesi Bassi (3) 

 Norvegia (1) 

 Nuova Zelanda (2) 

 Porto Rico (2) 

 Polonia (2) 

 Romania (2) 

 Sudafrica (3) 

 Russia (10) 

 Nuova Zelanda (2) 

 Svizzera (2) 

 Svezia (2) 

 Taipei cinese (1) 

 Ucraina (10) 

 Stati Uniti (12) 

 Uzbekistan (1) 

 Venezuela (6) 

 Messico (11) 

## Podi

### Uomini
| Evento                     | Oro                                    | Perform. | Argento                                | Perform. | Bronzo                                    | Perform. |
| Tuffi individuali          |                                        |          |                                        |          |                                           |          |
| Trampolino 3m (dettagli)   | Rommel Pacheco                         | 504,40   | Yona Knight-Wisdom                     | 459,25   | Kristian Ipsen                            | 457.60   |
| Piattaforma 10m (dettagli) | Qiu Bo                                 | 457,60   | Chen Aisen                             | 534,25   | David Dinsmore                            | 497,05   |
| Tuffi sincronizzati        |                                        |          |                                        |          |                                           |          |
| Trampolino 3m (dettagli)   | Germania Stephan Feck Patrick Hausding | 429.33   | Cina Qin Kai Cao Yuan                  | 419,67   | Messico Rommel Pacheco Jahir Ocampo       | 409,38   |
| Piattaforma 10m (dettagli) | Cina Lin Yue Chen Aisen                | 456,00   | Germania Sascha Klein Patrick Hausding | 448,44   | Gran Bretagna Tom Daley Daniel Goodfellow | 446,40   |

### Donne
| Evento                     | Oro                         | Perform. | Argento                                       | Perform. | Bronzo                                  | Perform. |
| Tuffi individuali          |                             |          |                                               |          |                                         |          |
| Trampolino 3m (dettagli)   | Shi Tingmao                 | 398,70   | He Zi                                         | 387,90   | Jennifer Abel                           | 354,45   |
| Piattaforma 10m (dettagli) | Ren Qian                    | 454,65   | Si Yajie                                      | 412,80   | Melissa Wu                              | 380,50   |
| Tuffi sincronizzati        |                             |          |                                               |          |                                         |          |
| Trampolino 3m (dettagli)   | Cina Wu Minxia Shi Tingmao  | 339,60   | Canada Jennifer Abel Pamela Ware              | 312,27   | Australia Samantha Amy Mills Esther Qin | 307,50   |
| Piattaforma 10m (dettagli) | Cina Chen Ruolin Huixia Liu | 344,04   | Malaysia Pamg Pandelela Rinong Cheong Jun Hoo | 318,90   | Gran Bretagna Sarah Barrow Tonia Couch  | 308,82   |

## Medagliere
| Posizione | Paese         | Oro | Argento | Bronzo | Totale |
| --------- | ------------- | --- | ------- | ------ | ------ |
| 1         | Cina          | 6   | 4       | 0      | 10     |
| 2         | Germania      | 1   | 1       | 0      | 2      |
| 3         | Messico       | 1   | 0       | 1      | 2      |
| 4         | Canada        | 0   | 1       | 1      | 2      |
| 5         | Malaysia      | 0   | 1       | 0      | 1      |
| 5         | Giamaica      | 0   | 1       | 0      | 2      |
| 7         | Australia     | 0   | 0       | 2      | 2      |
| 7         | Gran Bretagna | 0   | 0       | 2      | 2      |
| 7         | Stati Uniti   | 0   | 0       | 2      | 2      |
| Totale    | Totale        | 8   | 8       | 8      | 24     |